# Аналого-цифровий перетворювач

Аналоговий (сірий) та отриманий з нього цифровий (червоний) сигнал

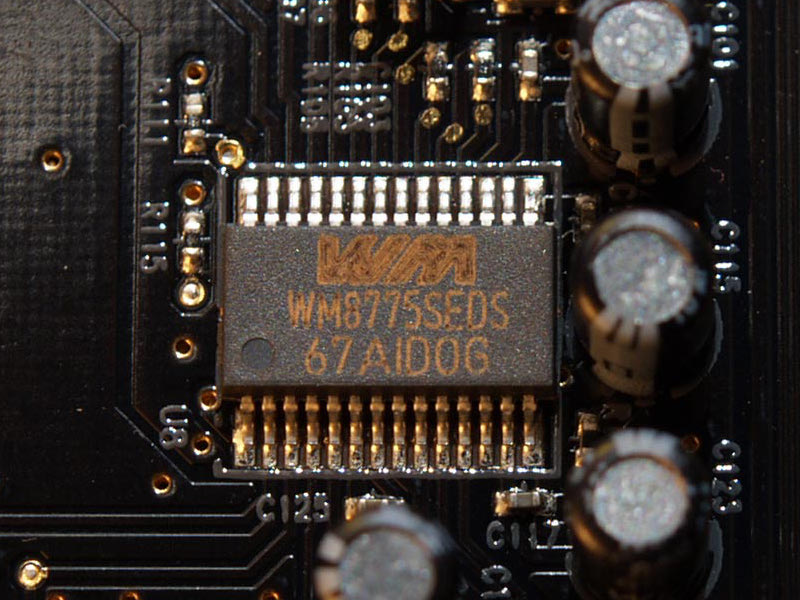
4-х канальний стерео мультиплексний АЦП WM8775SEDS, виготовлений Wolfson Microelectronics і розміщений на звуковій карті Sound Blaster X-Fi

Ана́лого-цифрови́й перетво́рювач, АЦП (англ. Analog-to-digital converter, ADC) — пристрій, що перетворює вхідний аналоговий сигнал в дискретний код (цифровий сигнал), який кількісно характеризує амплітуду вхідного сигналу. Зворотне перетворення здійснюється за допомогою цифро-аналогового перетворювача (ЦАП).
Як правило, АЦП — електронний пристрій, що перетворює електричну напругу в двійковий цифровий код. Проте, деякі неелектронні пристрої, такі як перетворювач кут-код, слід також відносити до АЦП.

## Розрядність
Розрядність АЦП характеризує кількість дискретних значень, які перетворювач може видати на виході. Вимірюється в бітах. Наприклад, АЦП, здатний видати 256 дискретних значень (0..255), має розрядність 8 бітів, оскільки {\displaystyle 2^{8}=256}.
Розрядність може бути також визначена в величинах вхідного сигналу і виражена, наприклад, у вольтах. Розрядність за напругою дорівнює напрузі, що відповідає максимальному вихідному коду, який ділиться на кількість вихідних дискретних значень. Наприклад:
- Приклад 1
  - Діапазон вхідних значень = від 0 до 10 вольт
  - Розрядність АЦП 12 бітів: 212 = 4096 рівнів квантування
  - Розрядність за напругою: (10-0)/4096 = 0.00244 вольт = 2.44 мВ

- Приклад 2
  - Діапазон вхідних значень = від −10 до +10 вольт
  - Розрядність АЦП 14 бітів: 214 = 16384 рівнів квантування
  - Розрядність за напругою: (10-(-10))/16384 = 20/16384 = 0.00122 вольт = 1.22 мВ

На практиці розрядність АЦП обмежена співвідношенням сигнал/шум вхідного сигналу. При великій інтенсивності шумів на вході АЦП розрізнення сусідніх рівнів вхідного сигналу стає неможливим, тобто погіршується розрядність. При цьому реальний досяжний дозвіл описується ефективною кількістю розрядів (effective number of bits — ENOB), яка менше, ніж реальна розрядність АЦП. При перетворенні сильно зашумленного сигналу молодші біти вихідного коду практично непридатні, оскільки містять шум. Для досягнення заявленої розрядності співвідношення С/Ш вхідного сигналу повинне бути приблизно 6 дб на кожен біт розрядності.

## Типи перетворення

### Лінійні АЦП
Більшість АЦП вважаються лінійними, хоча аналого-цифрове перетворення по суті є нелінійним процесом (оскільки операція перетворення безперервного сигналу в дискретний — операція необоротна і, отже, нелінійна).
Термін лінійний стосовно АЦП означає, що діапазон вхідних значень, що відображається на вихідне цифрове значення, зв'язаний за лінійним законом з цим вихідним значенням, тобто вихідне значення k досягається при діапазоні вхідних значень від m(k + b) до m(k + 1 + b), де m і b — деякі константи. Константа b, як правило, має значення 0 або −0.5. Якщо b = 0, АЦП називають mid-rise, якщо ж b = −0.5, то АЦП називають mid-tread.

### Нелінійні АЦП
Якби густина ймовірності амплітуди вхідного сигналу мала рівномірний розподіл, то співвідношення сигнал/шум (стосовно шуму квантування) було б максимально можливим. З цієї причини зазвичай перед квантуванням за амплітудою сигнал пропускають через безінерційний перетворювач, передавальна функція якого повторює функцію розподілу самого сигналу. Це покращує достовірність передачі сигналу, оскільки найважливіші області амплітуди сигналу квантуються з кращою розрядністю. Відповідно, при цифро-аналоговому перетворенні потрібно буде обробити сигнал функцією, зворотною функції розподілу початкового сигналу.
Цей принцип також використовується в компандерах, які застосовуються у магнітофонах і різних комунікаційних системах з метою максимізації ентропії.
Наприклад, голосовий сигнал має лапласовий розподіл амплітуди. Це означає, що сигнал в області малих амплітуд несе більше інформації, ніж в області великих амплітуд. З цієї причини логарифмічні АЦП часто застосовуються в системах передачі голосу для збільшення динамічного діапазону значень, що передаються без зміни якості передачі сигналу в області малих амплітуд.
8-бітові логарифмічні АЦП з а-законом або μ-законом забезпечують широкий динамічний діапазон і мають високий дозвіл в найкритичнішому діапазоні малих амплітуд; лінійний АЦП з подібною якістю передачі повинен був би мати розрядність близько 12 біт.

## Точність
Є декілька джерел похибки АЦП. Похибки квантування і (вважаючи, що АЦП повинен бути лінійним) нелінійності властиві будь-якому аналого-цифровому перетворенню. Крім того, існують так звані апертурні помилки які є наслідком джитера (англ. jitter) тактового генератора, вони виявляються при перетворенні сигналу в цілому (а не одного відліку).
Ці похибки вимірюються в одиницях, званих МЗР — молодший значущий розряд. У приведеному вище прикладі 8-бітового АЦП помилка в 1 МЗР становить 1/256 від повного діапазону сигналу, тобто 0.4 %.
Похибка повної шкали - відносна різниця між реальним і ідеальним значеннями межі шкали перетворення (FSO, англ. Full-Span Output) при відсутності зміщення нуля. Ця похибка є мультиплікативною складовою повної похибки. Іноді вказується відповідним числом МЗР.
Похибка зсуву нуля - значення Uвх, коли вхідний код ЦАП дорівнює нулю. Є адитивною складовою повної похибки.

### Похибки квантування
Похибки квантування є наслідком обмеженої розрядності АЦП. Цей недолік не може бути усунено за жодного типу аналого-цифрового перетворення. Абсолютна величина помилки квантування в кожного відліку знаходиться в межах від нуля до половини МЗР.
Як правило, амплітуда вхідного сигналу значно більша, ніж МЗР. В цьому випадку помилка квантування не корельована з сигналом і має рівномірний розподіл. Її середньоквадратичне значення збігається з середньоквадратичним відхиленням розподілу, який дорівнює {\displaystyle {1 \over {\sqrt {12}}}\mathrm {LSB} \approx 0.289\ \mathrm {LSB} }. У випадку 8-бітового АЦП це складе 0.113 % від повного діапазону сигналу.

### Нелінійність
Усім АЦП властиві помилки, пов'язані з нелінійністю, які є наслідком фізичної недосконалості АЦП. Це призводить до того, що передавальна характеристика (у вказаному вище сенсі) відрізняється від лінійної (точніше від бажаної функції, оскільки вона не обов'язково лінійна). Помилки можуть бути зменшені шляхом калібрування.
Важливим параметром, що описує нелінійність, є інтегральна нелінійність (INL) і диференційна нелінійність (DNL).

### Апертурна похибка
Припустимо ми оцифровуємо синусоїдальний сигнал {\displaystyle x(t)=A\sin 2\pi f_{0}t}. В ідеальному випадку відліки беруться через рівні проміжки часу. Проте, в реальності час моменту узяття відліку схильний до флуктуацій внаслідок тремтіння фронту синхросигналу (clock jitter). Вважаючи, що невизначеність моменту часу взяття відліку порядку {\displaystyle \Delta t}, отримуємо, що помилка, обумовлена цим явищем, може бути оцінена як
- {\displaystyle \ E_{ap}\leq |x'(t)\Delta t|\leq 2A\pi f_{0}\Delta t}

Легко бачити, що помилка відносно невелика на низьких частотах, проте на великих частотах вона може істотно зрости. Ефект апертурної похибки може бути проігнорований, якщо її величина порівняно невелика в порівнянні з помилкою квантування. Таким чином, можна встановити такі вимоги до тремтіння фронту сигналу синхронізації:
- {\displaystyle \Delta t<{\frac {1}{2^{q}\pi f_{0}}}}

де q — розрядність АЦП.
| Розрядність АЦП | Максимальна частота вхідного сигналу | Максимальна частота вхідного сигналу | Максимальна частота вхідного сигналу | Максимальна частота вхідного сигналу | Максимальна частота вхідного сигналу |
| Розрядність АЦП | 44.1 кГц                             | 192 кГц                              | 1 МГц                                | 10 МГц                               | 100 МГц                              |
| --------------- | ------------------------------------ | ------------------------------------ | ------------------------------------ | ------------------------------------ | ------------------------------------ |
| 8               | 28.2 нс                              | 6.48 нс                              | 1.24 нс                              | 124 пс                               | 12.4 пс                              |
| 10              | 7.05 нс                              | 1.62 нс                              | 311 пс                               | 31.1 пс                              | 3.11 пс                              |
| 12              | 1.76 нс                              | 405 пс                               | 77.7 пс                              | 7.77 пс                              | 777 фс                               |
| 14              | 441 пс                               | 101 пс                               | 19.4 пс                              | 1.94 пс                              | 194 фс                               |
| 16              | 110 пс                               | 25.3 пс                              | 4.86 пс                              | 486 фс                               | 48.6 фс                              |
| 18              | 27.5 пс                              | 6.32 пс                              | 1.21 пс                              | 121 фс                               | 12.1 фс                              |
| 24              | 430 фс                               | 98.8 фс                              | 19.0 фс                              | 1.9 фс                               | 190 ас                               |

З цієї таблиці можна зробити висновок про доцільність застосування АЦП певної розрядності з урахуванням обмежень, що накладаються тремтінням фронту синхронізації (clock jitter). Наприклад, безглуздо використовувати прецизійний 24-бітовий АЦП для запису звуку, якщо система розподілу синхросигналу не в змозі забезпечити ультрамалої невизначеності.

## Частота дискретизації
Аналоговий сигнал є неперервною функцією часу, в АЦП він перетвориться в послідовність цифрових значень. Отже, необхідно визначити частоту вибірки цифрових значень з аналогового сигналу. Частота, з якою проводяться вибірки, отримала назву частота дискретизації (Sampling rate) АЦП.
Безперервно змінний сигнал з обмеженою спектральною смугою піддається оцифруванню (тобто значення сигналу вимірюються через інтервал часу T — період дискретизації) і початковий сигнал може бути точно відновлений з дискретних в часі значень шляхом інтерполяції. Точність відновлення обмежена помилкою квантування. Проте, відповідно до теореми Котельникова-Шеннона точне відновлення можливе тільки якщо частота дискретизації вища, ніж подвоєна максимальна частота в спектрі сигналу.
Оскільки реальні АЦП не можуть провести аналого-цифрове перетворення миттєво, вхідне аналогове значення повинне утримуватися постійним принаймні від початку до кінця процесу перетворення (цей інтервал часу називають час перетворення). Це завдання вирішується шляхом використання спеціальної схеми на вході АЦП — пристрій вибірки-зберігання (ПВЗ, рос. УВХ). ПВЗ, як правило, зберігає вхідну напругу в конденсаторі, сполученому з входом через аналоговий ключ: при замиканні ключа відбувається вибірка вхідного сигналу (конденсатор заряджає до вхідної напруги), при розмиканні — зберігання. Багато АЦП, виконані у вигляді інтегральних мікросхем містять вбудовані ПВЗ.

## Накладення спектрів (Аліасинг)
Всі ЦАП працюють шляхом вибірки вхідних значень через фіксовані інтервали часу. Отже, вихідні значення є неповною картиною того, що подається на вхід. Дивлячись на вихідні значення, немає ніякої можливості встановити, як поводився вхідний сигнал між вибірками. Якщо відомо, що вхідний сигнал змінюється достатньо повільно відносно частоти дискретизації, то можна припустити, що проміжні значення між вибірками знаходяться десь між значеннями цих вибірок. Якщо ж вхідний сигнал змінюється швидко, то ніяких припущень про проміжні значення вхідного сигналу зробити не можна, а отже, неможливо однозначно відновити форму початкового сигналу.
Якщо послідовність цифрових значень, що видаються АЦП, де-небудь перетвориться назад в аналогову форму цифро-аналоговим перетворювачем, бажано, щоб отриманий аналоговий сигнал був максимально точною копією початкового сигналу. Якщо вхідний сигнал змінюється швидше, ніж робляться його відліки, то точне відновлення сигналу неможливе, і на виході ЦАП буде присутній помилковий сигнал. Помилкові частотні компоненти сигналу (які відсутні у спектрі початкового сигналу) отримали назву alias (помилкова частота, побічна низькочастотна складова). Частота помилкових компонент залежить від різниці між частотою сигналу і частотою дискретизації. Наприклад, синусоїдальний сигнал з частотою 2 кГц, дискретизований з частотою 1.5 кгц був би відтворений як синусоїда з частотою 500 Гц. Ця проблема отримала назву накладення частот (aliasing).
Для запобігання накладання спектрів сигналу, що подається на вхід АЦП, повинен бути пропущений через фільтр низьких частот для придушення спектральних компонентів, частота яких перевищує половину частоти дискретизації. Цей фільтр отримав назву anti-aliasing (антіаліасинговий) фільтр, його застосування надзвичайно важливо при побудові реальних АЦП. 
Хоча накладання спектрів в більшості випадків є небажаним ефектом, його можна використовувати на благо. Наприклад, завдяки цьому ефекту можна обійтися без перетворення частоти вниз під час оцифровування вузькосмугового високочастотного сигналу (див. змішувач (радіотехніка)).

## Підмішування псевдовипадкового сигналу (dither)
Деякі характеристики АЦП можуть бути покращені шляхом використання методики підмішування псевдовипадкового сигналу (т.зв. дитеринг, англ. dither). Вона полягає в додаванні до вхідного аналогового сигналу випадкового шуму (білий шум) невеликої амплітуди. Амплітуда шуму, як правило, вибирається на рівні половини МЗР. Ефект від такого додавання полягає в тому, що стан МЗР випадковим чином переходить між станами 0 і 1 при дуже малому вхідному сигналі (без додавання шуму МЗР був би в стані 0 або 1 довготривало). Для сигналу з шумом, що підмішується, замість простого округлення сигналу до найближчого розряду відбувається випадкове округлення вгору або вниз, причому середній час, протягом якого сигнал закруглений до того або іншого рівня залежить від того, наскільки сигнал близький до цього рівня.
Таким чином, оцифрований сигнал містить інформацію про амплітуду сигналу з роздільною здатністю краще, ніж МЗР, тобто відбувається збільшення ефективної розрядності АЦП. Негативною стороною методики є збільшення шуму у вихідному сигналі. Фактично, помилка квантування розмивається по декількох сусідніх відліках. Такий підхід є бажанішим, ніж просте округлення до найближчого дискретного рівня. В результаті використання методики підмішування псевдовипадкового сигналу ми маємо точніше відтворення сигналу в часі. Малі зміни сигналу можуть бути відновлені з псевдовипадкових стрибків МЗР шляхом фільтрації. Крім того, якщо шум детермінований (амплітуда шуму, що додається, точно відома у будь-який момент часу), то його можна відняти з оцифрованого сигналу, заздалегідь збільшивши його розрядність, тим самим майже повністю позбавитися від доданого шуму.
Звукові сигнали дуже малих амплітуд, оцифровані без псевдовипадкового сигналу, сприймаються на слух дуже спотвореними і неприємними. При підмішуваному псевдовипадковому сигналі дійсний рівень сигналу представлений середнім значенням декількох послідовних відліків.
Дуже схожий процес, також званий dither або дифузія помилок, застосовується для представлення півтонів зображень в комп'ютерній графіці при малій кількості бітів на піксел. При цьому зображення стає зашумленним, але візуально сприймається реалістичніше, ніж те саме зображення отримане простим квантуванням.

## Передискретизація
Як правило, сигнали оцифровуються з мінімально необхідною частотою дискретизації з міркувань економії, при цьому шум квантування є білим, тобто його спектральна щільність потужності рівномірно розподілена по всій смузі. Якщо ж оцифрувати сигнал з частотою дискретизації, набагато більшою, ніж за теоремою Котельникова-Шеннона, а потім піддати цифровій фільтрації для придушення спектру поза частотною смугою початкового сигналу, то співвідношення сигнал/шум, буде кращим, ніж при використанні всієї смуги. Таким чином можна досягти ефективної точності більшої, ніж розрядність АЦП.
Передискретизація також може бути використана для пом'якшення вимог до крутизни переходу від смуги пропускання до смуги придушення антіаліасингового фільтру. Для цього сигнал оцифровують, наприклад, на удвічі більшій частоті, потім проводять цифрову фільтрацію, придушуючи частотні компоненти поза смугою початкового сигналу, і, нарешті, знижують частоту дискретизації шляхом децимації.

## Типи АЦП
Нижче перераховані основні способи побудови електронних АЦП:
- АЦП прямого перетворення або паралельний АЦП містить по одному компаратору на кожен дискретний рівень вхідного сигналу. У будь-який момент часу тільки компаратори, відповідні рівням нижче за рівень вхідного сигналу, видаватимуть на своєму виході сигнал перевищення. Сигнали зі всіх компараторів поступають на логічну схему яка видає цифровий код, залежний від того, скільки компараторів показали перевищення. Паралельні АЦП дуже швидкі, але зазвичай мають розрядність не більше 8 бітів (256 компараторів), оскільки, мають велику і дорогу схему. АЦП цього типу мають дуже великий розмір кристала мікросхеми, високу вхідну ємність, і можуть видавати короткочасні помилки на виході. Часто використовуються для відео або інших високочастотних сигналів.

- АЦП послідовного наближення або АЦП з порозрядним врівноваженням містить компаратор, допоміжний ЦАП і регістр послідовного наближення. АЦП перетворить аналоговий сигнал в цифровий за N кроків, де N — розрядність АЦП. На кожному наступному етапі перетворювач порівнює вхідну напругу з вихідним сигналом внутрішнього цифрового аналогового перетворювача, який може представляти середню точку вибраного діапазону напруги. На кожному кроці цього процесу апроксимація зберігається в послідовному регістрі наближення (SAR). На кожному кроці визначається по одному біту шуканого цифрового значення, починаючи від СЗР і закінчуючи МЗР. Послідовність дій за визначенням чергового біта полягає в наступному. На допоміжному ЦАП виставляється аналогове значення, утворене з бітів, вже визначених на попередніх кроках; біт, який повинен бути визначений на цьому кроці, виставляється в 1, молодші біти встановлені в 0. Отримане на допоміжному ЦАП значення порівнюється з вхідним аналоговим значенням. Якщо значення вхідного сигналу більше значення на допоміжному ЦАП, то визначуваний біт отримує значення 1, інакше 0. Таким чином, визначення підсумкового цифрового значення нагадує двійковий пошук. АЦП цього типу володіють одночасно високою швидкістю і хорошою розрядністю.Наприклад, маємо вхідну напругу 6.3 В, а вихідний діапазон - від 0 до 16 В. Для першого кроку вхід 6.3 В порівнюється з 8 В (середня точка діапазону 0-16 В). Компаратор повідомляє, що вхідна напруга менше 8 В, тому SAR оновлюється, щоб звузити діапазон до 0-8 В. На другому кроці вхідна напруга порівнюється до 4 В (середня точка 0-8 В). Компаратор повідомляє, що вхідна напруга вище 4 В, тому SAR оновлюється, щоб відобразити вхідну напругу в діапазоні 4-8 В. На третьому етапі вхідна напруга порівнюється з 6 В (на півдорозі від 4 В до 8 В); компаратор повідомляє, що вхідна напруга перевищує 6 вольт, а діапазон пошуку становить 6-8 В. Етапи продовжуються до досягнення бажаної роздільної здатності.

- АЦП диференціального кодування (англ. delta-encoded ADC) містять реверсивний лічильник, код з якого поступає на допоміжний ЦАП. Вхідний сигнал і сигнал з допоміжного ЦАП порівнюються на компараторі. Завдяки негативному зворотному зв'язку з компаратора на лічильник код на лічильнику постійно міняється так, щоб сигнал з допоміжного ЦАП якомога менше відрізнявся від вхідного сигналу. Після деякого часу різниця сигналів стає менше, ніж МЗР, при цьому код лічильника прочитується як вихідний цифровий сигнал АЦП. АЦП цього типу мають дуже великий діапазон вхідного сигналу і високу розрядність, але час перетворення залежить від вхідного сигналу, хоч і обмежено зверху. У гіршому разі час перетворення рівний Tmax=(2q) /fс, де q — розрядність АЦП, fс — частота тактового генератора лічильника. АЦП диференціального кодування зазвичай є хорошим вибором для оцифровки сигналів реального світу, оскільки більшість сигналів у фізичних системах не схильні до стрибкподібних змін. У деяких АЦП використовується комбінований підхід: диференційне кодування і послідовне наближення; це особливо добре працює у випадках, коли відомо, що високочастотні компоненти в сигналі відносно невеликі.

- АЦП порівняння з зубчастим сигналом містять генератор напруги зубчастої форми, компаратор і лічильник часу. Зубчастий сигнал лінійно наростає до деякого рівня, потім швидко спадає до нуля. У момент початку наростання запускається лічильник часу. Коли пилоподібний сигнал досягає рівня вхідного сигналу, компаратор спрацьовує і зупиняє лічильник; значення прочитується з лічильника і подається на вихід АЦП. Цей тип АЦП є найпростішим за структурою і містить мінімальне число елементів. Разом з тим прості АЦП цього типу володіють досить низькою точністю і чутливі до температури і інших зовнішніх параметрів. Для збільшення точності генератор пилоподібного сигналу може бути побудований на основі лічильника і допоміжного ЦАП. Можливе використання тактового лічильника, який керує ЦАП, а потім використання компаратора, щоб зберегти значення лічильника або відкалібрувати часовий сигнал. Особливою перевагою системи порівняння є те, що для порівняння другого сигналу просто потрібен компаратор, а інший - для збереження значення напруги. Проте така структура не має жодних переваг в порівнянні з АЦП послідовного наближення і АЦП диференціального кодування. Дуже простий (нелінійний) перетворювач може бути реалізований  мікроконтролером і одним резистором і конденсатором. І навпаки, заряджений конденсатор можна взяти з інтегратора, перетворювача від часу до амплітуди, фазового детектора, зразка і схеми утримання, або пік і утримувати ланцюг і розряджати. Це має перевагу, оскільки повільний компаратор не може перешкоджати швидким введенням змін.
- АЦП Уілкінсона був розроблений Д. Х. Уілкінсоном в 1950 році. АЦП Уілкінсона базується на порівнянні вхідної напруги з продуктом конденсатора, що заряджається. Конденсатор заряджається, доки його напруга не дорівнює амплітуді вхідного імпульсу (компаратор визначає, коли цю умову досягнуто). Потім конденсатор лінійно розряджається, що створює пилкоподібну напругу. У момент, коли конденсатор починає розряджатися, ініціюється стробуючий імпульс. Строб-імпульс залишається, поки конденсатор повністю не розрядиться. Таким чином, тривалість строб-імпульсу прямо пропорційна амплітуді вхідного імпульсу. Цей строб-імпульс керує лінійним ключем, який отримує імпульси від високочастотного генератору. Поки ключ відкритий, дискретна кількість тактових імпульсів проходить через лінійний ключ, і вони підраховуються за адресою. Час відкриття лінійного ключа пропорційний амплітуді вхідного імпульсу, тому кількість тактових імпульсів, записаних в адресному регістрі, також пропорційна. Як альтернатива, заряджання конденсатора можна контролювати, а розряджання – ні.
- Інтегруючий АЦП (також двоскатковий або багатошаровий АЦП) накладає невідому вхідну напругу до входу інтегратора та дозволяє встановити напругу на фіксований проміжок часу (період підготовки). Потім до інтегратора застосовується відома опорна напруга протилежної полярності, і допускається пробіг, доки вихід інтегратора не повернеться до нуля (період спуску). Вхідна напруга обчислюється як функція від опорної напруги, постійного періоду проходження часу та вимірюваного періоду вимірювання. Зменшення часу вимірювання зазвичай здійснюється в одиницях годинника перетворювача, тому більш тривалий час інтегрування забезпечує більшу роздільну здатність. Точно так само швидкість перетворювача може бути покращена шляхом зниження роздільної здатності. Перетворювачі такого типу використовуються в більшості цифрових вольтметрів за їх лінійність та гнучкість.
- АЦП з урівноваженням заряду (до них належать АЦП з двостадійною інтеграцією, АЦП з багатостадійною інтеграцією і деякі інші) містять генератор стабільного струму, компаратор, інтегратор струму, тактовий генератор і лічильник. Перетворення відбувається в два етапи (двостадійне інтегрування). На першому етапі значення вхідного сигналу перетвориться в струм, який подається на інтегратор струму (заряд інтегратора спочатку рівний нулю); цей процес триває протягом часу TN, де T — період тактового генератора, N — константа (велике ціле число, визначає час накопичення заряду). Коли накопичення заряду закінчене, вхід інтегратора відключається від входу АЦП і підключається до генератора стабільного струму. Полярність генератора така, що він зменшує заряд, накопичений в інтеграторі. Процес розряду триває до тих пір, поки заряд в інтеграторі не зменшиться до нуля. Час розряду вимірюється шляхом рахунку тактових імпульсів від моменту початку розряду до досягнення нульового заряду на інтеграторі. Порахована кількість тактових імпульсів і буде вихідним кодом АЦП. Можна показати, що кількість імпульсів n, пораховане за час розряду, дорівнює: n=UвхN(RI0)−1, де Uвх — вхідна напруга АЦП, N — число імпульсів, етапу накопичення (визначено вище), R — опір резистора, що перетворює вхідну напругу в струм, I0 — струм генератора стабільного струму. Таким чином, потенційно нестабільні параметри системи (перш за все, місткість конденсатора інтегратора) не входять в підсумковий вираз. Це є наслідком двостадійності процесу: похибки, введені на першому і другому етапах взаємно віднімаються. Не пред'являються жорсткі вимоги навіть до довготривалої стабільності тактового генератора і напрузі зсуву компаратора. Фактично, принцип двостадійної інтеграції дозволяє перетворити співвідношення двох аналогових величин (вхідного і зразкового струму) у співвідношення числових кодів (n і N в термінах, визначених вище) практично без внесення додаткових помилок. Типова розрядність АЦП цього типу становить від 10 до 18 двійкових розрядів. Додатковою перевагою є можливість побудови перетворювачів, нечутливих до періодичних завад (наприклад, завад від мережевого живлення) завдяки точній інтеграції вхідного сигналу за фіксований часовий інтервал. Недоліком даного типа АЦП є низька швидкість перетворення. АЦП з урівноваженням заряду використовуються у вимірювальних приладах високої точності.
- Двошвидкісний АЦП. Аналогова частина схеми складається з високого вхідного імпедансного буфера, прецизійного інтегратора та компаратора напруги. Перший перетворює аналоговий вхідний сигнал на фіксовану тривалість, а потім інтегрує внутрішню опорну напругу протилежної полярності, доки вихід інтегратора не буде рівним нулю. Основним недоліком цієї схеми є тривалий час. Вони особливо підходять для точного вимірювання сигналів, що повільно змінюються, таких як термоелементи і ваги.

- Конвеєрні АЦП використовують два або більше кроків-піддіапазонів. На першому кроці проводиться грубе перетворення (з низькою розрядністю). Далі визначається різниця між вхідним сигналом і аналоговим сигналом, відповідним результату грубого перетворення (з допоміжного ЦАП, на який подається грубий код). На другому кроці знайдена різниця піддається перетворенню, і отриманий код об'єднується з грубим кодом для набуття повного вигідного цифрового значення. АЦП цього типу швидкі, мають високу розрядність і невеликий розмір корпусу.

- Сигма-Дельта АЦП (звані також Дельта-Сигма АЦП) проводить аналого-цифрове перетворення з частотою дискретизації, що у багато разів перевищує потрібну і шляхом фільтрації залишає в сигналі тільки потрібну спектральну смугу.

Неелектронні АЦП зазвичай будуються на тих же принципах.

### Комерційні АЦП
Як правило, випускаються у вигляді мікросхем.
Для більшості АЦП розрядність становить від 6 до 24 біт, частота дискретизації до 1 Мгц. Мега- і гігагерцові АЦП також доступні (лютий 2002). Мегагерцові АЦП потрібні в цифрових відеокамерах, пристроях відеозахоплення і цифрових ТБ тюнерах для оцифровки повного відеосигналу.
Комерційні АЦП зазвичай мають вихідну помилку від ±0.5 до ±1.5 МЗР.
Найбільш дорога частина мікросхем — це виводи, оскільки вони вимушують робити корпус мікросхеми більше, і кожен вивід повинен бути приєднаним до кристала. Для зменшення кількості виводів часто АЦП, що працюють на низьких частотах дискретизації, мають послідовний інтерфейс.
Часто АЦП мають декілька аналогових входів, підключених усередині мікросхеми до єдиного АЦП через аналоговий мультиплексор. Різні моделі АЦП можуть включати пристрої вибірки-зберігання, інструментальні підсилювачі або високовольтний диференціальний вхід і інші подібні ланцюги.

## Застосування АЦП в звукозаписі
АЦП вбудовані у велику частину сучасної звукозаписної апаратури, оскільки обробка звуку робиться, як правило, на комп'ютерах; навіть при використанні аналогового запису АЦП необхідний для переведення сигналу в PCM-потік, який буде записаний на компакт-диск.
Сучасні АЦП, використовувані в звукозаписі, можуть працювати на частотах дискретизації до 192 кгц. Поширена думка, що даний показник надмірний і використовується з чисто маркетингових міркувань (про це свідчить теорема Котельникова-Шеннона). Можна сказати, що звуковий аналоговий сигнал не містить стільки інформації, скільки може бути збережене в цифровому сигналі при такій високій частоті дискретизації, і часто для Hi-fi аудіотехніки використовується частота дискретизації 44.1 кгц (стандартна для CD) або 48 кгц (типова для представлення звуку в комп'ютерах). Проте, широка смуга спрощує і здешевлює реалізацію антіаліасингових фільтрів.
Аналого-цифрові перетворювачі для звукозапису мають широкий діапазон цін — від $100 до $10,000 і вище за двохканальний АЦП.

## Інші застосування
Аналого-цифрове перетворення використовується скрізь, де потрібно обробляти, зберігати або передавати сигнал в цифровій формі. Швидкі відео АЦП використовуються, наприклад, в ТБ-тюнерах. Повільні вбудовані 8, 10, 12, або 16-бітові АЦП часто входять до складу мікроконтролерів. Дуже швидкі АЦП необхідні у цифрових осцилографах та цифрових антенних решітках.
Багатоканальні модулі швидкодіючих АЦП виконуються у стандартах CompactPCI, PCI Express, OpenVPX та ін.